# Їжак Єжи

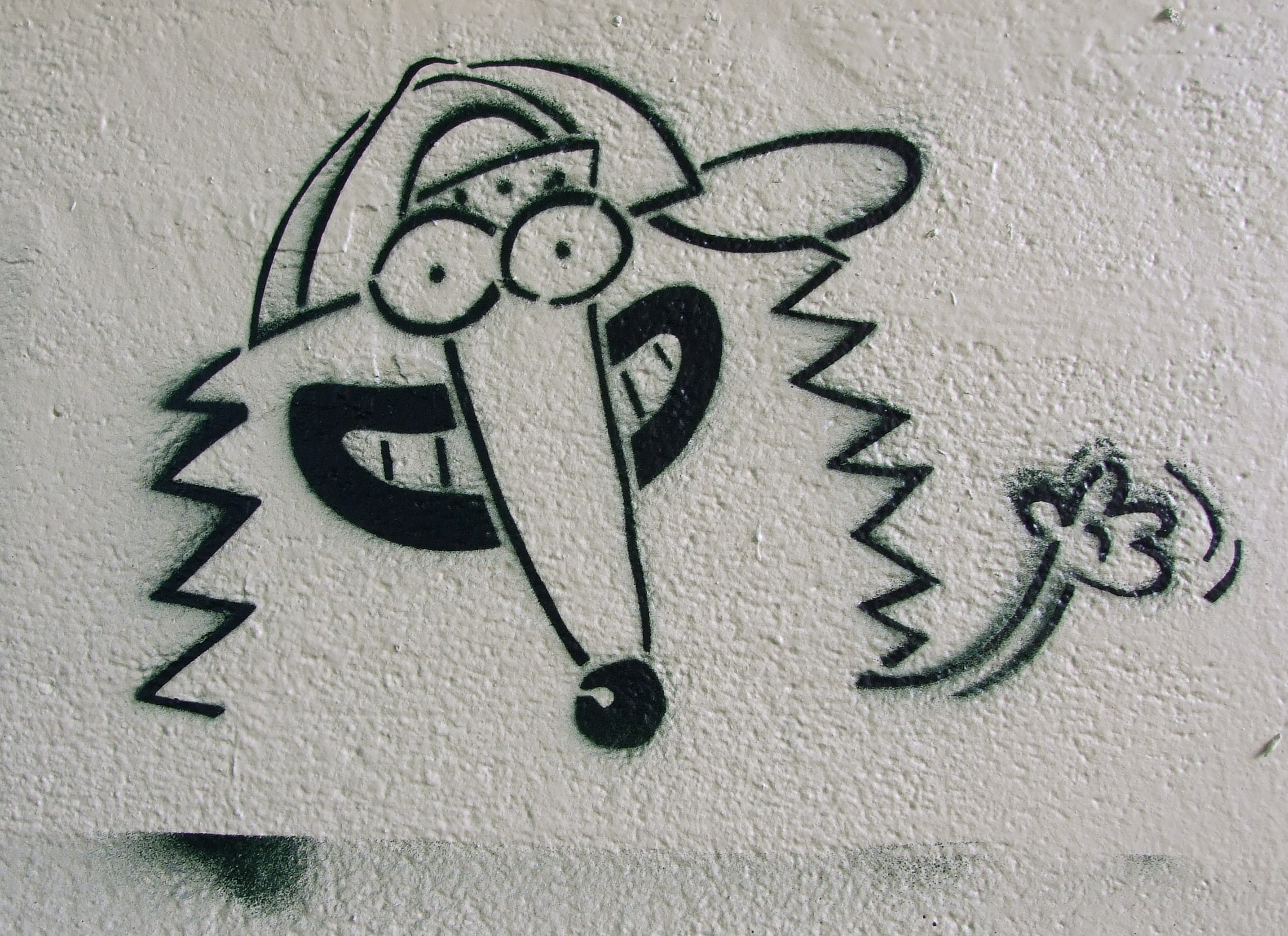
Їжак Єжи. Графіті

Їжак Єжи (пол. Jeż Jerzy) — популярна польська серія еротичних коміксів, створених Рафалом Скаржицьким (пол. Rafał Skarżycki; сценарій) і Томашем Левом Лесняком (пол. Tomasz Lew Leśniak; малюнки) у 1996 році.

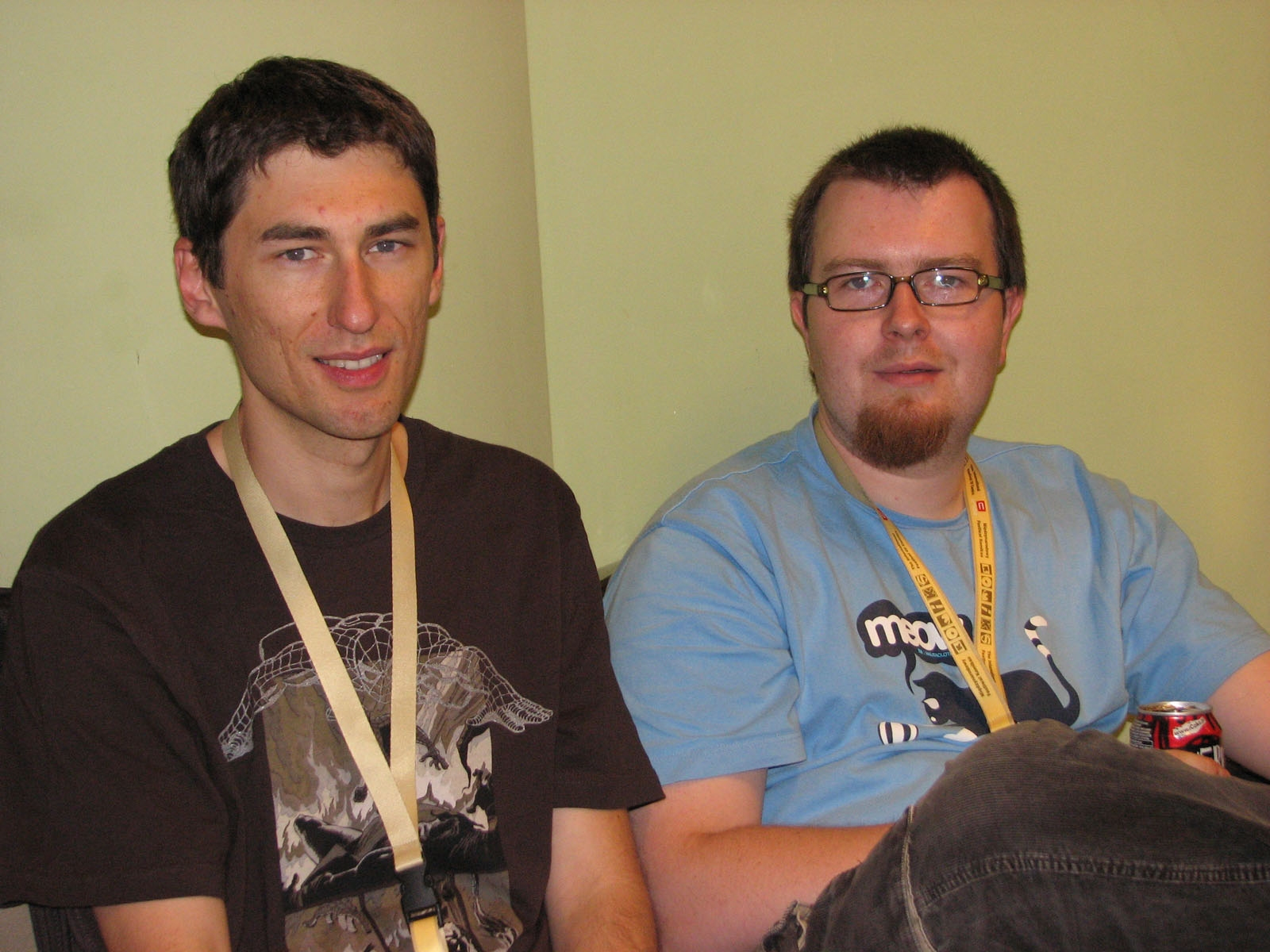
Творці — сценарист Рафал Скаржицький (ліворуч) і художник Томаш Лесняк.

## Персонажі
- Їжак Єжи — антропоморфний їжак; головний персонаж коміксу. Затятий скейтбордист. Полюбляє вживати спиртні напої, курити марихуану і кохатися з людськими жінками. Має велику кількість ворогів: скінхеди, гопники, поліція, політики та ін. Часто ламає четверту стіну. Часто потрапляє у неприємні ситуації, з яких спритно викручується (але не завжди) завдяки вродженій кмітливості.
- Стефан і Зеник — двоє скінхедів, найбільші вороги Їжака Єжи. Стефан — нижчий, кремезніший і розумніший за Зеника, є лідером їх дуету. Зеник — вищий, тонший і менш розумний за Стефана. Стефан і Зеник — расисти, ненавидять усе, що вважають непатріотичним.
- Йола — дівчина, яка час від часу спить з Їжаком Єжи, попри те, що одружена. У коміксах вона є другорядною персонажкою, а у фільмі однією з головних персонажів.
- Дресяри — польські гопники, вороги Єжи. Часто вимагають гроші у Єжи.
  - Зомбі — один з дресяр, який застрелився після того, як Єжи переконав його у тому, що він гей. Пізніше він повернувся як зомбі, щоб помститись Єжи.
- Творці коміксу іноді з'являються в коміксах в ролі батьків Їжака Єжи, попри те, що вони обидва чоловічої статі.

## Фільм
У 2011 році за мотивами коміксів був відзнятий однойменний мультиплікаційний фільм.